# Gra (film 1997)
Gra (ang. The Game) – amerykański dreszczowiec w reżyserii Davida Finchera z 1997, z Michaelem Douglasem i Seanem Pennem w rolach głównych. Opowiada historię zapracowanego bankiera, który otrzymuje tajemniczy podarunek: możliwość udziału w grze, która wpływa bezpośrednio na jego życie. Istota gry nie jest jasna, granice między nią, a rzeczywistością zacierają się. Główny bohater z czasem wpada na trop spisku.
Film, zaliczany do podgatunku neo-noir, został dobrze przyjęty przez krytyków. W kinach nie odniósł jednak takiego sukcesu kasowego jak poprzednie dzieło Finchera, Siedem. Mimo tego z czasem zyskał status filmu kultowego, a jedną ze scen Gry umieszczono w serialu dokumentalnym telewizji Bravo 100 najstraszniejszych filmowych momentów.

## Odbiór
Gra weszła do kin 12 września 1997 w Stanach Zjednoczonych. Początkowo wyświetlano ją w 2403 kinach, gdzie w pierwszy weekend zarobiła 14,3 mln dolarów. W sumie film zarobił 109,4 mln dolarów: 48,3 mln dolarów w samych USA i 61,1 mln dolarów w kinach reszty świata.
Światowi krytycy filmowi wypowiadali się o filmie przeważnie pozytywnie. Angielskojęzyczny serwis internetowy Rotten Tomatoes przyznał filmowi 79 proc. głosów za. Z kolei serwis Metacritic podsumował recenzje z amerykańskiej prasy i telewizji, co dało filmowi wynik 61 głosów na tak. Szczególnym uznaniem cieszyła się główna rola grana przez Michaela Douglasa, którego krytyk Roger Ebert uznał za stworzonego do tej roli. Podkreślił też, że zakończenie filmu było dla niego wyjątkowo zaskakujące. Wpływowa amerykańska publicystka Janet Maslin na łamach "The New York Timesa" podkreśliła, że Zarówno Fincher, jak i grający główną rolę Michael Douglas, pokazują wiele finezji w odsłanianiu paranoi czasów, w jakich żyjemy. W podobnym tonie wypowiadali się krytycy magazynów "Time", "The Washington Post", i "Entertainment Weekly".

## Obsada
- Michael Douglas jako Nicholas van Orton
- Sean Penn jako Conrad van Orton
- Deborah Kara Unger jako Christine
- James Rebhorn jako Jim Feingold
- Peter Donat jako Samuel Sutherland
- Carroll Baker jako Ilsa
- Anna Katarina jako Elizabeth
- Armin Mueller-Stahl jako Anson Baer
- Charles Martinet jako ojciec Nicholasa
- Scott Hunter McGuire jako młody Nicholas
- Florentine Mocanu jako matka Nicholasa
- Elizabeth Dennehy jako Maria
- Caroline Barclay jako Maggie
- Daniel Schorr jako on sam
- John Aprea jako Power Executive